# Mistrovství světa v cyklokrosu 1955
6. Mistrovství světa v cyklokrosu se konalo 6. března
 nebo 27. února 1955 v Saarbrückenu v Německu (tehdy Sársko). Závodu se účastnilo
36 závodníků, ale do cíle jich dojelo jen 33. Trať závodu byla dlouhá 23. 7 km.

## Přehled
| Poř.             | Jméno                         | Čas             |
| Zlatá medaile    | André Dufraisse               | 1 h 04 min 35 s |
| Stříbrná medaile | Hans Bieri                    | + 0 min 18 s    |
| Bronzová medaile | Amerigo Severini              | + 0 min 19 s    |
| 4                | Pierre Jodet                  | + 2 min 36 s    |
| 5                | Dante Benvenutti              | + 2 min 56 s    |
| 6                | Roger Rondeaux                | + 3 min 18 s    |
| 7                | Gérard Durand                 | + 3 min 37 s    |
| 8                | Mario Rossi                   | + 3 min 49 s    |
| 9                | Lothar Friedrich              | + 4 min 38 s    |
| 10               | Herbert Ebbers                | + 5 min 02 s    |
| 11               | Firmin Van Kerrebroek         | + 5 min 11 s    |
| 12               | Heinrich Ruffenach            | + 5 min 17 s    |
| 13               | Charly Gaul                   | + 5 min 21 s    |
| 14               | Emmanuel Plattner             | + 5 min 50 s    |
| 15               | Albert Maier                  | + 5 min 52 s    |
| 16               | Marco Thewes                  | + 6 min 09 s    |
| 17               | Roland Boschetti              | + 6 min 22 s    |
| 18               | Josef Rupp                    | + 6 min 25 s    |
| 19               | Frans Feremans                | + 6 min 56 s    |
| 20               | Antonio Barrutia Iturriagotia | + 7 min 08 s    |
| 21               | Facundo Zabaleta              | + 7 min 21 s    |
| 22               | Graziano Pertusi              | + 7 min 52 s    |
| 23               | Josef Pawlik                  | + 8 min 32 s    |
| 24               | Roger Declercq                | + 8 min 50 s    |
| 25               | Felipe Alberti                | + 8 min 59 s    |
| 26               | Pitty Scheer                  | + 9 min 02 s    |
| 27               | Günther Hermann               | + 9 min 07 s    |
| 28               | Ponciano Arbelaiz             | + 10 min 56 s   |
| 29               | Hans Brinkmann                | + 11 min 27 s   |
| 30               | Alan Jackson                  | + 13 min 31 s   |
| 31               | John Lawrence                 | + 1 kolo        |
| 32               | Alan Winters                  |                 |
| 33               | Patrick Hoben                 |                 |
|                  | Walter Becker                 | nedokončil      |
|                  | Jengy Schmit                  | nedokončil      |
|                  | Calixte Van Steenbrugge       | nedokončil      |